# Bradycalanus typicus
Bradycalanus typicus är en kräftdjursart som beskrevs av A. Scott 1909. Bradycalanus typicus ingår i släktet Bradycalanus och familjen Megacalanidae. Inga underarter finns listade i Catalogue of Life.